# SC-390

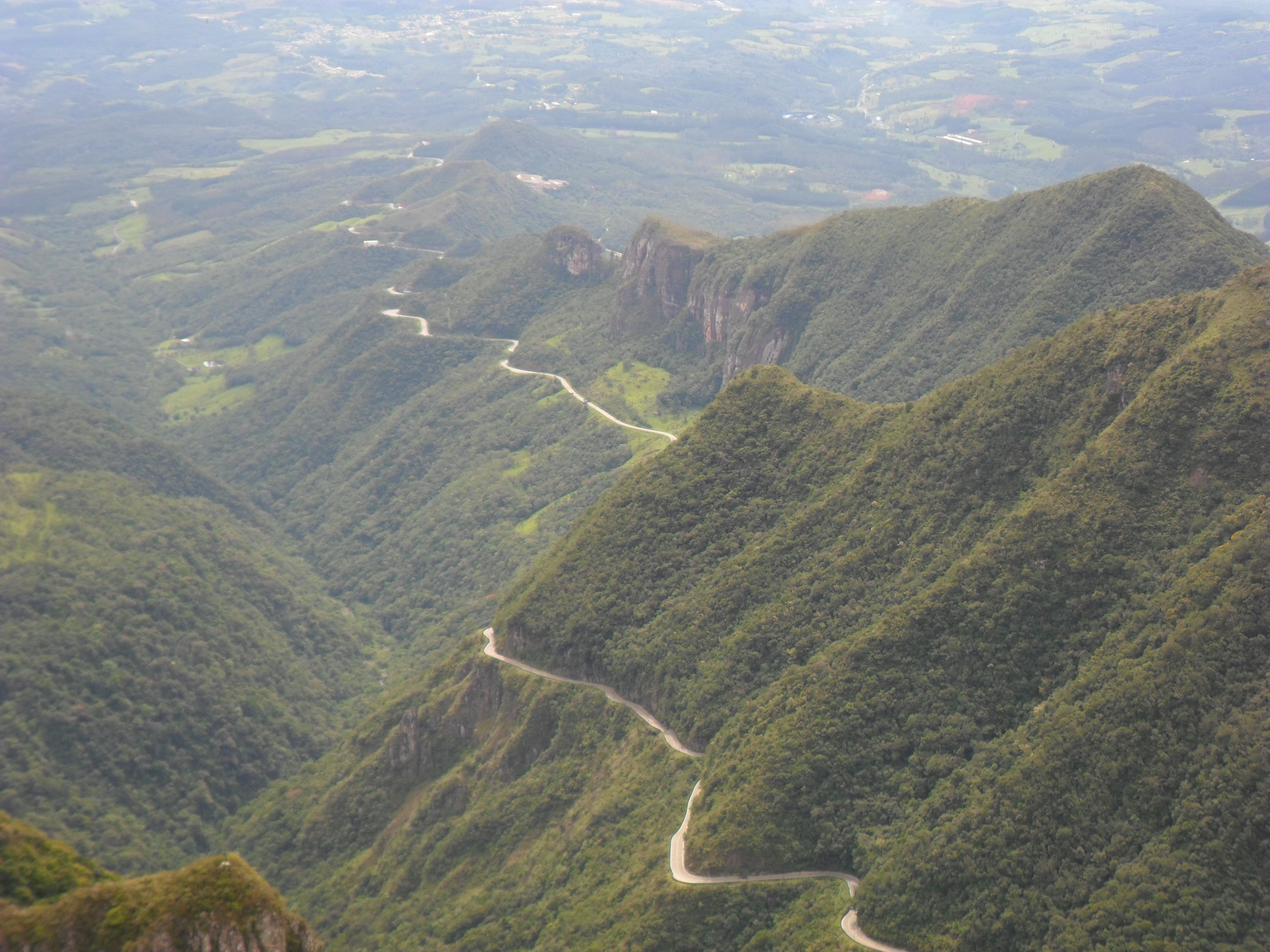
Rodovia SC-390, no trecho da Serra do Rio do Rastro. Visão do Mirante da Serra em Bom Jardim da Serra a 1421 metros de altitude.

SC-390 é uma rodovia estadual de Santa Catarina. A rodovia liga o Sul Catarinense, Serra até o Oeste Catarinense.

## Trechos da nova rodovia

### Primeiro trecho
O primeiro trecho da rodovia tem seu início no município de Concórdia (no oeste do estado) na Rua Adílio Hilário Mutzemberg onde se torna a rodovia estadual na saída do perímetro urbano (a antiga rodovia SC-461). A rodovia passa pelos municípios de Peritiba, Ipira e termina em Piratuba na junção com a SC-150 (antiga SC-303).

### Segundo trecho
O segundo trecho da rodovia tem seu início no município de Capinzal, na antiga SC-458. O segundo trecho atravessa os municípios de Zortéa, Celso Ramos, Anita Garibaldi, Cerro Negro, Campo Belo do Sul e termina em Capão Alto no entroncamento com a BR-116, na Serra Catarinense.

### Terceiro trecho
O terceiro trecho da rodovia tem seu início no município de São Joaquim, na antiga SC-438. O terceiro e último trecho passa pelos municípios de Bom Jardim da Serra, Lauro Müller, Orleans, Pedras  Grandes e termina em Tubarão na BR-101 próximo ao túnel Morro do Formigão. O trecho da rodovia entre Orleans e Tubarão passando por Pedras Grandes era a antiga SC-440 e SC-382 mais conhecida como Estrada Geral da Guarda.
A rodovia SC-390 atravessa um dos principais cartões postais de Santa Catarina, a Serra do Rio do Rastro que recentemente ganhou o título de "Carretera Asombrosa" (tradução: Estrada Espetacular) de uma enquete de uma revista espanhola.

## Rodovia Serramar
A rodovia Serramar é um projeto do Governo do Estado de Santa Catarina para desenvolver o turismo da Serra Catarinense e do litoral sul do estado. Os trechos que correspondem a Rodovia Serramar são:
- SC-114: Entroncamento da BR-282 em Lages até São Joaquim;
- SC-110: Saída do perímetro urbano de São Joaquim até a interseção com a rodovia SC-390;
- SC-390: Interseção da rodovia com SC-110 até Tubarão (na BR-101 próximo ao futuro Túnel Morro do Formigão);
- Vias municipais (1,5 km): Ligação da BR-101 à rodovia municipal Aggeu Medeiros;
- Rodovia municipal Aggeu Medeiros (25 km): Tubarão à Interpraias (SC-100).

Municípios beneficiados: Lages, Painel, São Joaquim, Bom Jardim da Serra, Lauro Muller, Orleans, Pedras Grandes, Tubarão e Laguna.

## Antigas nomenclaturas
- SC-461 - (saída do perímetro urbano de Concórdia pela Rua Adílio Hilário Mutzemberg até o entroncamento com a BR-153);
- SC-462 - (entroncamento da antiga SC-461 com a BR-153 até o encontro com a SC-150, a antiga SC-303);
- SC-458 - (entroncamento com a SC-303 e SC-135, atravessando a BR-470 até o entroncamento com a BR-116);
- SC-438 - (saída do perímetro urbano de São Joaquim até o entroncamento com a antiga SC-440, em Orleans);
- SC-440 - (entroncamento com as antigas SC-438 e SC-446 em Orleans até Pedras Grandes);
- SC-382 - (saída de Pedras Grandes até o entroncamento com a BR-101).